# Sechsaugenspinnen
Die Sechsaugenspinnen (Dysderidae), auch einfach Sechsaugen genannt, sind eine Familie der Echten Webspinnen und umfassen 24 Gattungen und 540 Arten. (Stand: Juni 2016)
Der Familienname sollte nicht mit der Bezeichnung für Spinnen mit sechs Augen verwechselt werden, zu denen auch z. B. die Zwergsechsaugenspinnen (Onopidae) gehören. Die meisten Webspinnen haben acht Augen. Bei einigen Familien werden ursprünglich 8 Augen angelegt, aber je 2 Augen verwachsen im Verlauf der Ontogenese, sodass es so aussieht als hätten sie von vorneherein sechs Augen. Nur wenige Familien haben tatsächlich nur drei Augenpaare.

## Beschreibung
Es sind sehr kleine bis mittelgroße (1,5 bis 15 mm) Spinnen mit walzenförmigem Hinterleib und zylindrischem Vorderkörper. Ihre sechs Augen stehen in einer nach vorne gerichteten Gruppe am Stirnrand. Sie verfügen über kräftige Cheliceren und kurze, kräftige Beine.

## Lebensweise und Lebensraum
Die meist nachtaktiven Jäger leben vorwiegend am Boden und in der Bodenstreu von Wäldern oder verstecken sich unter Baumrinde; die Wahl der Lebensräume ist teilweise (soweit bekannt) von der Baumart abhängig: Dasumia canestrinii bewohnt Eichen. Einige Sechsaugenspinnen bilden endemische Gattungen und Arten auf Inseln im Mittelmeer, was auch auf eine geringe Verbreitungstendenz hinweisen kann. Die Verbreitungen mit Schwerpunkt im Mittelmeerraum und Lebensräume zeigen übereinstimmend, dass sie klimatisch stenök an Trockenheit und Wärme angepasst sind; etliche Arten sind häufiger in Gebirgen als in der Ebene anzutreffen.
In Mitteleuropa sind 14 Arten aus 4 Gattungen der Familie der Sechsaugenspinnen heimisch. Sie werden selten gefunden. Die häufigsten Arten sind:
- Dysdera crocata C. L. Koch, 1883 (Wälder, Sumpfgebiete, Gärten, Steinbrüche, Höhlen, Häuser, feuchte Keller)
- Dysdera erythrina (Walckenaer, 1802) (Eichenwälder, Magerrasen, Weinberge, steinige Ruderalfluren)
- Harpactea hombergi (Scopoli, 1763)
- Harpactea lepida (C. L. Koch, 1838) (Magerrasen und trockene Laubwälder)
- Harpactea rubicunda (C. L. Koch, 1838) (wie H. lepida)

## Systematik
Der World Spider Catalog listet für die Sechsaugenspinnen aktuell 24 Gattungen und 540 Arten. (Stand: Juni 2016)
- Cryptoparachtes Dunin, 1992
- Dasumia Thorell, 1875
- Dysdera Latreille, 1804
- Dysderella Dunin, 1992
- Dysderocrates Deeleman-Reinhold & Deeleman, 1988
- Folkia Kratochvíl, 1970
- Harpactea Bristowe, 1939
- Harpactocrates Simon, 1914
- Holissus Simon, 1882
  - Holissus unciger Simon, 1882
- Hygrocrates Deeleman-Reinhold, 1988
- Kaemis Deeleman-Reinhold, 1993
- Mesostalita Deeleman-Reinhold, 1971
- Minotauria Kulczyński, 1903
- Parachtes Alicata, 1964
- Parastalita Absolon & Kratochvíl, 1932
  - Parastalita stygia (Joseph, 1882)
- Rhode Simon, 1882
- Rhodera Deeleman-Reinhold, 1989
  - Rhodera hypogea Deeleman-Reinhold, 1989
- Sardostalita Gasparo, 1999
  - Sardostalita patrizii (Roewer, 1956)
- Speleoharpactea Ribera, 1982
  - Speleoharpactea levantina Ribera, 1982
- Stalagtia Kratochvíl, 1970
- Stalita Schiödte, 1847
- Stalitella Absolon & Kratochvíl, 1932
  - Stalitella noseki Absolon & Kratochvíl, 1933
- Stalitochara Simon, 1913
  - Stalitochara kabiliana Simon, 1913
- Tedia Simon, 1882